# Carol Leigh
Carol Leigh (Nueva York, 11 de enero de 1951- San Francisco, 16 de noviembre de 2022), también conocida como The Scarlot Harlot (en español, La Ramera Escarlata), fue una artista, autora, cineasta y activista por los derechos de las trabajadoras sexuales estadounidense. Se le atribuye haber acuñado el término "trabajadora sexual", es la presidenta actual del Festival de Artes y Cine de Trabajadoras Sexuales y es la directora de BAYSWAN, la Red de Defensa de las Trabajadoras Sexuales del Área de la Bahía.

## Biografía
Leigh nació en Nueva York y creció en Jackson Heights, Queens. Más tarde asistió a la Universidad de Binghamton (1968-1970), al Empire State College (1972-1974), donde obtuvo una licenciatura en escritura creativa, y a la Universidad de Boston (1974-1975).
En 1977, Leigh se mudó a San Francisco y comenzó a dedicarse al trabajo sexual. Dos años más tarde fue violada por dos hombres en el establecimiento donde trabajaba. No denunció esto a la policía por temor a que cerraran el establecimiento. Leigh describe la violación como un momento decisivo en su vida y la impulsó a su activismo por los derechos de las trabajadoras sexuales.
Leigh se unió a COYOTE y se involucró en sus actividades, y a través de la Coalición contra la Prostitución coordinó un proyecto de alcance comunitario para trabajadoras callejeras en San Francisco.
En 1983, Leigh escribió su obra satírica unipersonal La ramera escarlata, que interpretó en el Festival Nacional de Teatro de Mujeres de ese año en Santa Cruz.  Desde entonces, ha presentado la obra en clubes, teatros, mítines y como parte de la gira Sex Workers Art Show.
Durante la crisis del sida a principios de la década de 1980, Leigh fue una defensora del sexo seguro, pero se opuso a la prueba obligatoria del VIH. Leigh decidió dejar San Francisco, donde el VIH dominaba los pensamientos de todo el mundo y se dirigió a Texas, donde tenía la intención de formar una organización: TWAT ("Texas Whores And Tricks"). Durante el viaje a Texas, su automóvil se descompuso a la altura de Tucson. Mientras estuvo en Tucson, respondió a un pequeño anuncio clasificado del artista de vida de los medios Dennis Williams, que tenía un programa semanal de comedia en vivo de 2 horas en Tucson Western International Television. Leigh se unió al programa y creó y desarrolló varios personajes para él. Después de dos años, Leigh decidió que necesitaba un ambiente más bohemio para desarrollar su individualidad y regresó a San Francisco.
A su regreso a San Francisco, Leigh se unió a la organización activista contra el SIDA Citizens For Medical Justice y organizó demostraciones y conferencias de prensa. También colaboró con las Hermanas de la Perpetua Indulgencia.
Leigh empezó hacer videos en 1985, y recibió premios del American Film Institute por Yes Means Yes, No Means No; Outlaw Poverty, Not Prostitutes y Mother's Mink. El Festival de Arte y Cine para Trabajadoras Sexuales de San Francisco fue fundado por Leigh en 1999, que también coproduce con Erica Elena y Jovelyn Richards.
Desde 1993, Leigh fue una de las principales colaboradoras del Grupo de Trabajo sobre Prostitución de San Francisco, cuyo informe en el que pedía la despenalización de la prostitución se publicó en 1996.
En 2006, Leigh recibió una subvención del Creative Work Fund para establecer, en colaboración con el Center for Sex & Culture, la Sex Worker Media Library.
Leigh vivía en San Francisco y era bisexual. Falleció el 16 de noviembre de 2022, víctima de un cáncer uterino avanzado.

## Creación del término "trabajadora sexual"
Se le atribuye haber acuñado el término "trabajadora sexual"  en una conferencia de la Women Against Violence in Pornography and Media a fines de la década de 1970. La terminología utilizada en la conferencia para la industria del sexo fue "Industria del Uso del Sexo". La frase le molestó porque cosificaba a las trabajadoras sexuales y trivializaba la agencia que tenían al organizar su trabajo. Ella sugirió que el panel pasara a llamarse “Industria del Trabajo Sexual” y comenzó a usar el término en sus obras de teatro de una sola mujer antes de que apareciera el primer uso propiamente publicado de “trabajadora sexual ” en un teletipo de la Associated Press en 1984.  Ella explicó en un ensayo posterior llamado "Inventing Sex Work" que
“Yo inventé el trabajo sexual. No la actividad, por supuesto. El término. Este invento fue motivado por mi deseo de conciliar mis objetivos feministas con la realidad de mi vida y la vida de las mujeres que conocía. Quería crear una atmósfera de tolerancia dentro y fuera del movimiento de mujeres para las mujeres que trabajan en la industria del sexo”. 

## Obras

### Libros
- Leigh, Carol (2004). Unrepentant Whore: The Collected Writings of Scarlot Harlot. San Francisco: Last Gasp. ISBN 9780867195842.

### Apariciones en películas
Según lo enumerado por WorldCat.
- Annie Sprinkle's amazing world of orgasm (2004)
- Annie Sprinkle's Herstory of porn : reel to real
- Dr. Annie Sprinkle's How to be a sex goddess in 101 easy steps (1992)
- Mutantes : féminisme porno punk (2011)
- Mutantes : punk porn feminism (2011)
- Our bodies, our minds (2005)
- Released : 5 short videos about women and prison (2001)
- Sphinxes without secrets : women performance artists speak out (1991)
- Straight for the money : interviews with queer sex workers (1994)

### Cortometrajes
Según lo enumerado por la Universidad Estatal de Connecticut Occidental.
- Die Yuppie Scum (1989) 30 min
- Outlaw Poverty, Not Prostitutes (1989) 21 min
- Safe Sex Slut (1987) 30 min
- Spiritual Warfare: The G.H.O.S.T.* Campaign (1990) 28 min
- Taking Back the Night (1990) 28 min
- Whores and Healers (1990) 28 min
- Yes Means Yes, No Means No (1990) 8 min
- Whore in the Gulf (1991) 30 min